# کانوی اسپرینگز (کانزاس)
کانوی اسپرینگز (به انگلیسی: Conway Springs) شهری در ایالت کانزاس کشور ایالات متحده آمریکا است که جمعیت آن در سرشماری سال ۲۰۱۰ میلادی، ۱٬۲۷۲ نفر بوده‌است.